# Ейса Грей
Ейса Грей (також Ейза; англ. Asa Gray; 1810–1888) — один з найвідоміших американських ботаніків XIX століття, флорист. 

## Життєпис
Ейса Грей народився 18 листопада 1810 року в місті Сокуа, штат Нью-Йорк, США. Провівши свої юні роки в шкіряній майстерні свого батька, він провчився 2 роки в школі міста Клінтон (округ Онейда), Онейда Каунті, штат Нью-Йорк, потім в Академії Ферфілда. Згідно побажань свого батька, у 1826 році він вступив до Медичної школи Ферфілда, звідки розпочалася його співпраця з доктором Дж. Гедлі, який викладав там хімію і медицину.

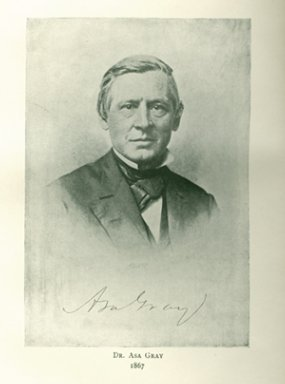
Ґрей, 1867 рік

У 1831 році отримав вчене звання доктора медицини. Читав курс лекцій з мінералогії, хімії й ботаніки у Вищій школі Бартлетта в місті Ютика. Саме там у 1833 році він опублікував своє перше дослідження «Виявлення нових мінералогічних місць поряд з Нью-Йорком».
Навчався ботаніки у Джона Торрея, з яким потім тісно співпрацював. Доктор Торрі, викладач хімії в Медичній школі в Нью-Йорку, зауважив праці з ботаніки молодого викладача і взяв його як асистента з хімії.
Фінансове становище школи в Ютиці не дало змоги Торрі зберегти Грея як асистента, але він знайшов йому місце куратора і бібліотекаря в Ліцеї природної історії в Нью-Йорку. Саме там він почав готувати свою працю «Елементи ботаніки». Ця робота, опублікована в 1837 році, була виконана за планом, ухваленим Декандолем, але зі своїми особистими дуже значущими ідеями. Водночас йому майстерно вдалося описати, хоча і стисло, рослинну структуру, фізіологію і класифікацію. Ця книга була успіхом Грея як з наукової точки зору, так і з точки зору стилю.
Призначений ботаніком в складі великої експедиції по південних морів, він був готовий вирушити в дорогу, але, втомившись чекати через відстрочки та виниклі труднощі, він звільняється. До того ж доктор Торрі запропонував йому співпрацювати над працею про флору Північної Америки. Два томи, плід їхніх спільних зусиль, з'явилися вже у 1838 році.
Влітку цього ж року він погоджується очолити кафедру ботаніки, яку йому запропонував щойно сформований Університет Мічигану, але з відстрочкою на відпустку, яка йому був надана, щоб відвідати Європу.
З 1842 року — професор природної історії Гарвардського університету у Кембриджі (штат Массачусетс) (аж до 1873 року); роблячи щедрі подарунки університетові у вигляді книг, числом кілька тисяч, та ботанічних колекцій, він створив відділення ботаніки в своєму університеті.
У 1838–1839 та 1850–1851 роках подорожував Європою. З 1859 року — закордонний член Шведської королівської академії наук.
«Будинок Грея», який служив житлом вченому в Кембриджі, побудований в 1810 році за проектом архітектора Айтіела Тауна для першого керівника Гарвардського ботанічного саду, має статус Національної історичної пам'ятки.

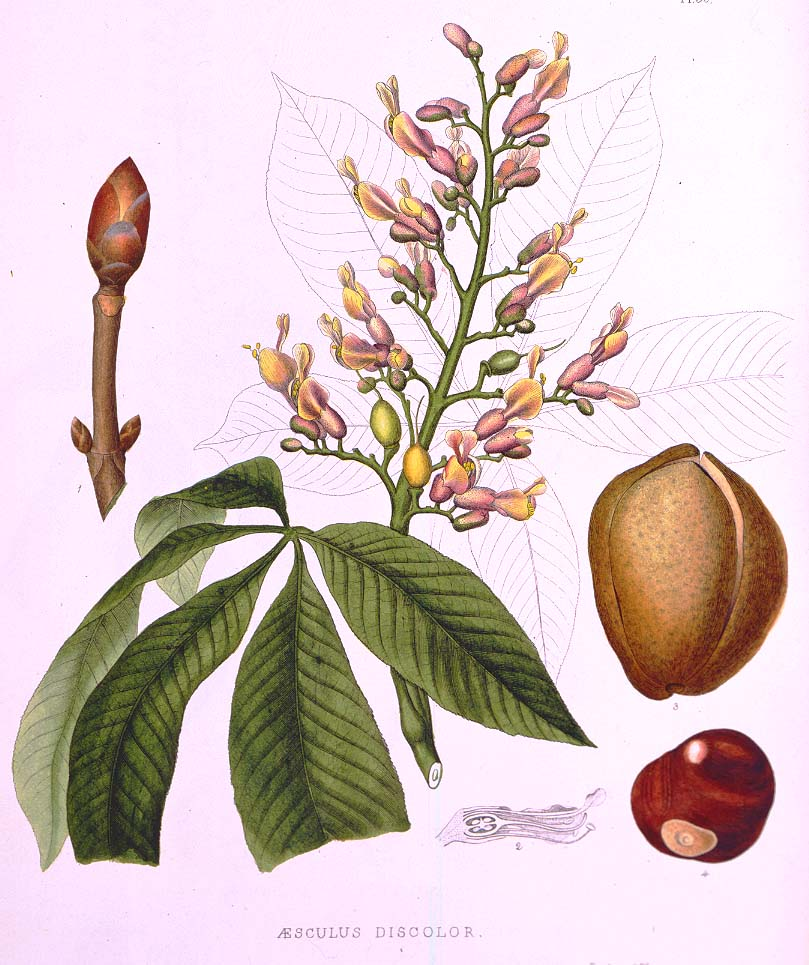
.

Грей розробляв статистичні методи порівняння флори. Припустив можливість спільного походження різних видів рослин в високих північних широтах і подальшого їх розселення по окремих частинах північної помірної зони.

## Названі на честь Грея
- Гербарій Грея (англ. Gray Herbarium) у Гарвардському університеті.
- Вища нагорода Американського товариства таксономістів — премія Ейси Грея (англ. Asa Gray Award); заснована в 1984 році для заохочення ботаніків за багаторічні досягнення.
- Нейротоксин Grayanotoxin (андромедотоксин).
- Альманах «Asa Gray Bulletin» (виходив у 1893–1901 та 1952–1961 роках).
- Грейз-пік (англ. Grays Peak) — гора в штаті Колорадо.

## Основні роботи

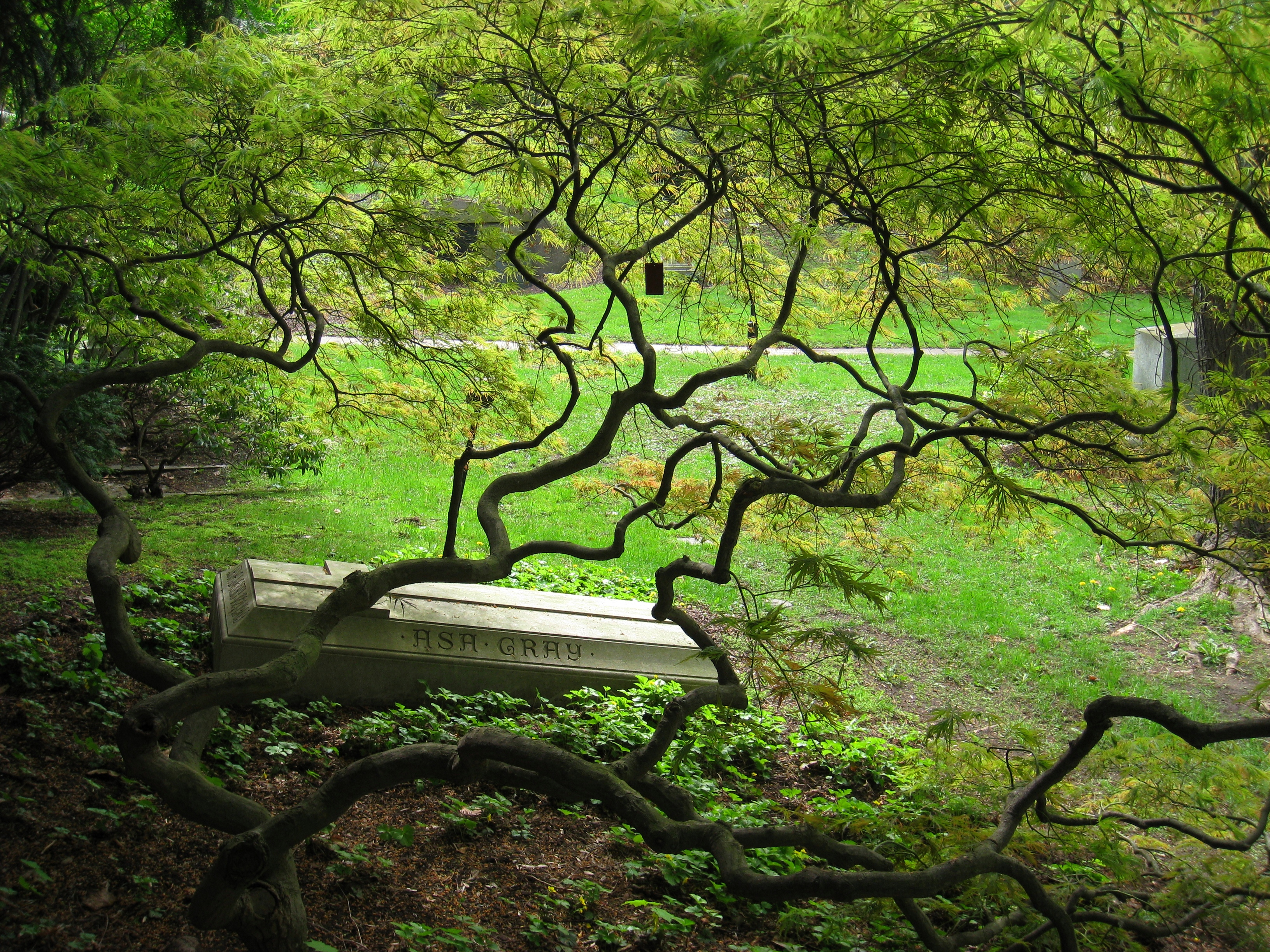
Могила Ейси Ґрея на кладовищі Маунт-Оберн у Кембриджі, Массачусетс.

- Gray A., Torrey J. A flora of North America, 1838–1843
- Gray A., Engelmann G. Plantae Lindheimerianae: An enumeration of F. Lindheimer's collection of Texan plants, with remarks and descriptions of new species, etc. // Boston Journal of Natural History, Band 5 + 6, Boston. 1845, 1850
- Gray A. Genera florae Americae boreali-orientalis illustrate, 1848–1849(лат.)
- Gray A., Sullivant W.S. A Manual of the Botany of the Northern United States, from New England to Wisconsin and South to Ohio and Pennsylvania Inclusive. — Boston: J. Monroe, 1848
- Gray A. Plantae Wrightianae texano-neo-mexicanae, 1852–1853(лат.)
- Gray A. Botany of the United States exploring expedition during the years 1838–1842 under the command of Charles Wilkes, Phanerogamia,1854
- Gray A. Statistics of the flora of the Northern United States // American academy of arts and sciences. 2nd ser. 1856–1857. Vol. 22. — 1856. — P. 204–232 ; Vol. 23. — 1857. — P. 62-84, 369–403
- Gray A. The botany of Japan // Memoires of the American academy of arts and sciences. 1857. Vol. 6. P. 377–458
- Gray A. Diagnostic characters of new species of phaenogamous plants, collected in Japan by Charles Wright, Botanist of the U. S. North Pacific Exploring Expedition. With observations upon the relations of the Japanese flora to that of North America, and of other parts of the Northern Temperate Zone // Memoires of the American academy of arts and sciences. Pt 2 (new ser.). 1859. Vol. 6. P. 377–452
- Gray A. Sequoia and its history: an address. — Salem: Salem Press, 1872
- Gray A. Forest geography and archaeology. A lecture delivered before the Harvard University Natural History Society, April 18, 1878 // Proceedings of the American academy of arts and sciences. 3rd ser. 1878. Vol. 16. P. 85-94, 183–196
- Gray A. Synoptical flora of North America, 1878–1897
- Gray A. Natural science and religion, 1880
- Scientific Papers of Asa Gray, selected by Charles Sprague Sargent, Volumes I and II, 1889